# Ivan Antunović
Ivan Antunović, (madž. Antunovich János, srb. Иван Антуновић), hrvaški duhovnik, naslovni škof v Koloču in narodni buditelj, * 19. junij 1815, Kunbaja, † 13. januar 1888, Koloča. 
Teologijo je končal v Koloču in bil leta 1838 posvečen. Leta 1859 je postal kanonik v Koloču, bil je tudi   začasni župan Baške županije (1861) , veliki prošt (1875) in naslovni škof (1876). Antunović je bil eden od najpomembnejših organizatorjev hrvaškega narodnega gibanja v Bački, ki je tedaj spadala pod Ogrsko. Da bi odvrnil preveliko madžarizacijo bačko-baranjskih Hrvatov je pričel leta 1870 izdajati časopise v hrvaškem jeziku: Bunjevačke- šokačke novine (1870), Bunjevačko-šokačka vila (1872) in druge. Pisal je tudi zgodovinska, poučna in nabožna dela. Njegova Razprava o podunavskih i potisanskih Bunjevcih i Šokcih vsebuje pomembne zgodovinske dokumente.